# 艾英
艾英（德語：Aying，發音：[ˈaɪɪŋ]）是德国巴伐利亚州上巴伐利亚行政区慕尼黑县的市镇，面积56.56平方千米，2023年12月31日人口为5,613人。